# Rosalind Franklin (rover)
Rosalind Franklin è un rover robotico progettato per la missione ExoMars, missione spaziale frutto della collaborazione tra ESA e Roscosmos. Il lancio della missione era previsto per luglio 2020, ma è stato rinviato al 2022. L'invasione russa dell'Ucraina del 2022 ha causato un ritardo indefinito del programma, poiché gli stati membri dell'ESA hanno votato per sospendere la missione congiunta con la Russia e ogni cooperazione con l'agenzia spaziale russa a tempo indefinito. Nel maggio 2022 è stato annunciato che il lancio del rover non dovrebbe avvenire prima del 2028 a causa della necessità di una nuova piattaforma di atterraggio non russa.
La prima finestra di lancio è fissata per ottobre 2028: come comunicato dall'ESA, sono infatti necessari 3-4 anni di riprogettazione della missione, il lander sarà di costruzione europea ma servirà quasi esclusivamente a portare il rover sulla superficie, senza avere una pacchetto scientifico dedicato. La NASA sostituirà Roscosmos per quanto riguarda componenti e strumenti inizialmente progettati da Roscosmos: fornirà il vettore, un generatore termoelettrico a radioisotopi, per riscaldare il rover nelle freddi notti marziane, e alcuni strumenti del rover stesso che erano in precedenza forniti dalla Russia, come lo spettrometro di massa.

## Missione
La missione prevedeva un lancio nel 2022 tramite un razzo Proton da Bajkonur, insieme alla piattaforma di atterraggio,  dotata anch'essa di strumenti per compiere studi dopo aver sganciato il rover. L'atterraggio sarebbe dovuto avvenire attraverso paracadute e retrorazzi e la missione prevedeva di viaggiare lungo la superficie prelevando dei campioni di roccia, per poi analizzarli con strumenti di nuova generazione, soprattutto alla ricerca di tracce di vita su Marte.

## Caratteristiche tecniche

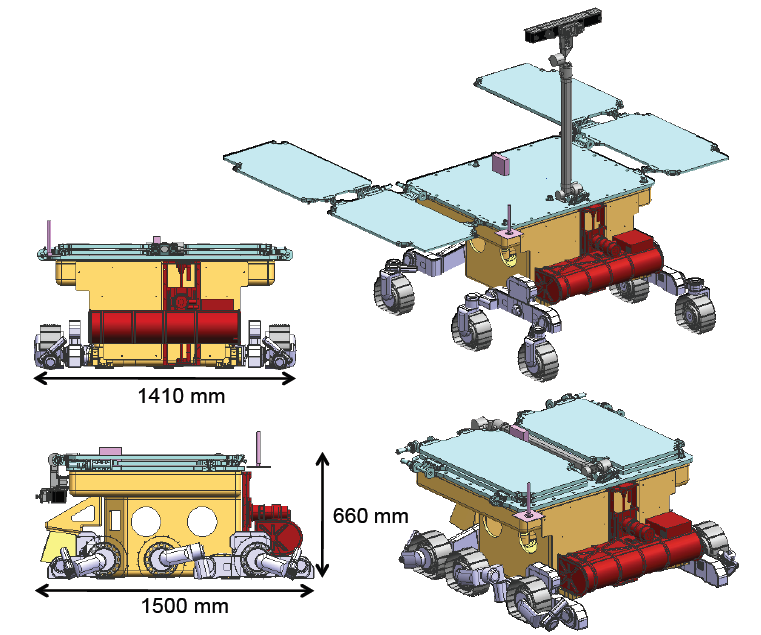
Schema del rover

Il Rover utilizza pannelli solari per generare l'energia elettrica necessaria ed è progettato per sopravvivere alle fredde notti di Marte con l'aiuto di nuove batterie e unità di riscaldamento.
Gli scienziati da Terra designano le destinazioni in base alle immagini acquisite dalle telecamere montate sul capo del Rover. Per evitare collisioni sono usate delle telecamere sul primo piano e per orientarsi creano mappe digitali, arrivando a percorrere circa 100 m per sol (giorno marziano).
La locomozione avviene attraverso sei ruote. Ciascuna coppia di ruote è sospesa su un carrello a perno indipendente (il gruppo articolato che trattiene le ruote motrici) e ciascuna ruota può essere guidata e pilotata indipendentemente. Il movimento è migliorato attraverso un sistema di giroscopi e, data la mancanza di un campo magnetico su Marte, come punto di riferimento segue la posizione del Sole al posto di una bussola.

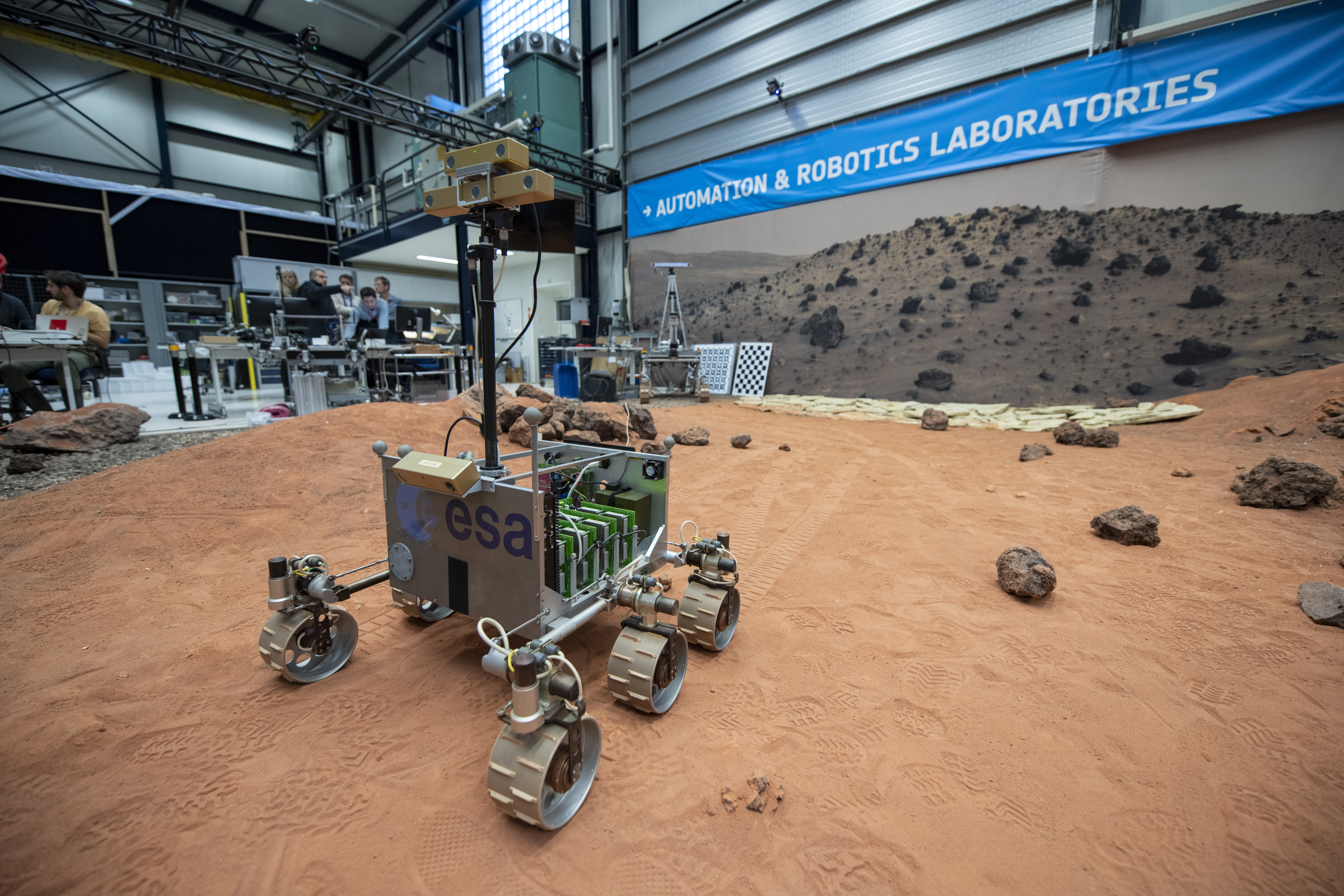
Modello ExoTeR (ExoMars Testing Rover)

Gli strumenti di cui dispone il rover sono:, tuttavia quelli di fabbricazione russa, come ad esempio lo spettrometro di massa, dovranno essere sostituiti, dopo la rottura degli accordi tra ESA e la Russia a causa dell'invasione dell'Ucraina da parte di quest'ultima.
- Panoramic Camera System (PanCam), costituita da due camere stereo ad ampio angolo e una terza ad alta risoluzione, usata per la ripresa del terreno circostante e la navigazione.
- Un trapano a punta di diamante di fabbricazione italiana in grado di raccogliere campioni di terreno di 1 cm di diametro e 3 cm di lunghezza fino a una profondità di 2 m, ed equipaggiato con uno spettrometro a infrarossi miniaturizzato (Ma_MISS) per l'osservazione delle pareti del foro del trapano. Il campione prelevato viene poi trasferito nel Laboratorio Pasteur. Ha avuto un costo di 30 milioni di euro, con un consumo di circa 80 W, una velocità di perforazione di 5-10 mm/min ed effettuerà fino a 25 prelievi.[6][7]
- Water Ice and Subsurface Deposit Observations on Mars (WISDOM), un georadar per studiare la stratificazione del suolo marziano fino a due o tre metri di profondità, e aiutare nella scelta dei siti dove raccogliere campioni.
- Close-up Imager (CLUPI), una camera per studiare visivamente e a distanza ravvicinata (fino a 50 cm) le rocce da perforare, con risoluzione superiore al millimetro.
- ISEM, uno spettrometro a infrarossi.
- ADRON, uno spettrometro a neutroni con la possibilità di operare in coppia con l'ADRON-EM del lander.
- uno spettrometro Fourier.

Laboratorio di analisi Pasteur
- Molecular Organic Molecule Analyzer (MOMA), per l'estrazione e l'identificazione di possibili molecole organiche presenti nei campioni.
- Infrared Imaging Spectrometer (MicrOmega-IR), uno spettrometro a infrarossi.
- RLS, uno spettrometro Raman.